# Kristine Gjelsten Haugen
Kristine Gjelsten Haugen (24 agosto 1992) è un'ex sciatrice alpina norvegese.

## Biografia

### Stagioni 2008-2017
Kristine Gjelsten Haugen ha esordito nel Circo bianco il 20 novembre 2007 disputando uno supergigante valido ai fini del punteggio FIS a Hemsedal giungendo 51ª. Due anni dopo, il 26 novembre 2008, ha debuttato in Coppa Europa a Trysil partecipando a uno slalom gigante piazzandosi 38ª.
Nel 2012 è stata convocata per i Mondiali juniores di Roccaraso, sua quarta partecipazione iridata giovanile, dove ha ottenuto come miglior piazzamento il 4º posto nello slalom gigante. Il 12 dicembre dello stesso anno ha vinto la sua prima gara in Nor-Am Cup, salendo sul gradino più alto del podio dello gigante disputato a Panorama in Canada. Ha esordito in Coppa del Mondo il 29 dicembre 2016 a Semmering in slalom speciale, senza completare la prova.

### Stagioni 2018-2019
L'8 dicembre 2017 ha ottenuto a Kvitfjell in slalom gigante il suo primo podio in Coppa Europa (2ª); nella medesima specialità ha colto anche le sue due vittorie nel circuito continentale: la prima il 16 marzo 2018 a Soldeu, la seconda, che è stata anche il suo ultimo podio, il 30 novembre dello stesso anno a Funäsdalen. Un mese prima, il 27 ottobre, aveva conquistato a Sölden il suo miglior piazzamento di carriera in Coppa del Mondo (10ª in slalom gigante).
Il 2 febbraio 2019 ha preso per l'ultima volta il via a una gara di Coppa del Mondo, lo slalom speciale di Maribor che non ha completato, e ai Mondiali di Åre 2019, sua unica presenza iridata, è stata 29ª nello slalom speciale e non ha completato lo slalom gigante. Si è ritirata al termine di quella stessa stagione e la sua ultima gara in carriera è stata lo slalom speciale dei Campionati norvegesi, il 24 marzo a Hemsedal, chiuso dalla Haugen al 5º posto.

## Palmarès

### Coppa del Mondo
- Miglior piazzamento in classifica generale: 80ª nel 2019

### Coppa Europa
- Miglior piazzamento in classifica generale: 2ª nel 2018
- Vincitrice della classifica di slalom gigante nel 2018
- 6 podi:
  - 2 vittorie
  - 4 secondi posti

#### Coppa Europa - vittorie
| Data             | Località         | Paese   | Specialità |
| ---------------- | ---------------- | ------- | ---------- |
| 16 marzo 2018    | Soldeu/El Tarter | Andorra | GS         |
| 30 novembre 2018 | Funäsdalen       | Svezia  | GS         |

Legenda:

GS = slalom gigante

### Nor-Am Cup
- Miglior piazzamento in classifica generale: 4ª nel 2013 e nel 2015
- 15 podi:
  - 6 vittorie
  - 4 secondi posti
  - 5 terzi posti

#### Nor-Am Cup - vittorie
| Data             | Località     | Paese       | Specialità |
| ---------------- | ------------ | ----------- | ---------- |
| 12 dicembre 2012 | Panorama     | Canada      | GS         |
| 13 dicembre 2012 | Panorama     | Canada      | GS         |
| 5 febbraio 2013  | Vail         | Stati Uniti | GS         |
| 21 febbraio 2015 | Olympyc Park | Canada      | SL         |
| 16 dicembre 2015 | Panorama     | Canada      | GS         |
| 17 dicembre 2015 | Panorama     | Canada      | GS         |

Legenda:

GS = slalom gigante

### South American Cup
- Miglior piazzamento in classifica generale: 26ª nel 2019
- 1 podio:
  - 1 terzo posto

### Australia New Zealand Cup
- Miglior piazzamento in classifica generale: 19ª nel 2012 e nel 2016
- 1 podio:
  - 1 secondo posto

### Campionati norvegesi
- 4 medaglie[2]:
  - 3 argenti (slalom gigante nel 2012; slalom speciale nel 2017; slalom gigante nel 2018)
  - 1 bronzo (slalom speciale nel 2018)